# Klaus Michael Beier

Klaus Michael Beier (2019)

Klaus Michael Beier (* 1961 in Berlin) ist ein deutscher Mediziner, Psychotherapeut und Sexualwissenschaftler. Er ist Direktor des Instituts für Sexualwissenschaft und Sexualmedizin an der Charité – Universitätsmedizin in Berlin.

## Leben
Klaus Michael Beier begann 1979 sein Medizinstudium und 1980 zusätzlich ein Philosophiestudium an der Freien Universität Berlin. 1986 promovierte er in Medizin, zwei Jahre später in Philosophie. Ebenfalls 1988 wurde er wissenschaftlicher Assistent in der sexualmedizinischen Forschungs- und Beratungsstelle am Universitätsklinikum Kiel. Dort habilitierte er 1994 im Fach Sexualmedizin und erhielt 1995 den Ruf an die Charité – Universitätsmedizin Berlin, damals Medizinische Fakultät der Humboldt-Universität Berlin. Er ist Facharzt für Psychosomatische Medizin, führt die Zusatzbezeichnungen Psychotherapie, Psychoanalyse sowie Sexualmedizin und ist seit 1996 Direktor des neu gegründeten Instituts für Sexualwissenschaft und Sexualmedizin der Charité. In der Lehre vertritt er die Sexualwissenschaft fakultätsübergreifend und die Sexualmedizin im Medizinstudium. Im Jahr 2017 wurde er für seine Verdienste in der sexualwissenschaftlichen Forschung sowie für sein Engagement in der verursacherbezogenen Prävention des sexuellen Kindesmissbrauchs mit dem Verdienstkreuz des Verdienstordens der Bundesrepublik Deutschland ausgezeichnet.
Maßgeblicher Ausgangspunkt für Beiers Engagement in der Prävention sexuellen Kindesmissbrauchs waren seine Nachuntersuchungen von ehemals begutachteten Sexualstraftätern, die prognostische Abschätzungen unterschiedlicher „Tätertypen“ möglich machten und das deutlich höhere Rückfallrisiko von Männern mit pädophiler Sexualpräferenz im Vergleich zu Tätern zeigten, die keine sexuelle Ansprechbarkeit für Kinder aufweisen, aber gleichwohl aus verschiedenen Gründen Kinder sexuell missbrauchen. In dem Zusammenhang erfolgte auch die Prägung des Begriffs Dissexualität, um zu verdeutlichen, dass eine Vielzahl von Taten der Justiz nicht bekannt werden, gleichwohl aber sich im Sexuellen ausdrückendes Sozialversagen mit negativen Folgen für die Opfer darstellen.
Einen weiteren Schwerpunkt der Arbeit von Beier nimmt die Entwicklung der Syndyastischen Sexualtherapie gemeinsam mit dem österreichischen Sexualmediziner Kurt Loewit ein. Sie fokussiert auf die Beziehungsdimension der Sexualität und die durch sie ermöglichte Erfüllung von Grundbedürfnissen nach Nähe, Sich-angenommen-Fühlen, Sicherheit, Vertrauen und Akzeptanz durch den Beziehungspartner.
Durch die systematische Darstellung des Faches Sexualmedizin und deren curriculare Umsetzung in entsprechenden Weiterbildungen etablierte Beier die Zusatzbezeichnung Sexualmedizin in der Weiterbildungsordnung der Ärztekammer Berlin im Jahr 2007 sowie der Bundesärztekammer im Jahr 2018.
Kritisiert wurde Beier vor allem im Zusammenhang mit einer Passage des Kapitels über Geschlechtsidentitätsstörungen in dem von ihm mit herausgegebenen Lehrbuch Sexualmedizin. In dem besagten – nicht von Beier verfassten – Kapitel wird u. a. über die Vorgehensweise einer kanadischen Arbeitsgruppe in der Behandlung von Kindern mit Geschlechtsidentitätsstörungen berichtet, die ab dem Jahr 2010 zunehmend umstritten war, weil sie auf eine Aussöhnung mit dem Geburtsgeschlecht abzielte. Die Angebote der von Beier geleiteten Hochschulambulanz richten sich indes nicht an Kinder und folgen im Übrigen den Leitlinien der Fachgesellschaften, wonach zu Alltagserfahrungen in der gewünschten Geschlechtsrolle ermutigt und eine therapeutische Beeinflussung des geschlechtlichen Identitätsempfindens nicht angestrebt wird.  

## Werke
- K.M. Beier (1994): Weiblichkeit und Perversion: Von der Reproduktion zur Reproversion. G. Fischer, Stuttgart/Jena.
- K.M. Beier (1995): Dissexualität im Lebenslängsschnitt. Theoretische und empirische Untersuchungen zu Phänomenologie und Prognose begutachteter Sexualstraftäter. Springer, Heidelberg.
- K.M. Beier (2007): Sexueller Kannibalismus. Sexualwissenschaftliche Analyse der Anthropophagie. Elsevier, München u. a.
- K.M. Beier (2012): Sexualität und Geschlechtsidentität – Entwicklung und Störungen. In: J. M. Fegert, J. M. Eggers, F. Resch (Hrsg.): Psychiatrie und Psychotherapie des Kindes- und Jugendalters. Springer, Heidelberg, S. 735–785.
- K.M. Beier (2018): Pädophilie, Hebephilie und sexueller Kindesmissbrauch. Springer, Berlin u. a.
- K.M. Beier, K. Loewit (2004): Lust in Beziehung. Einführung in die Syndyastische Sexualtherapie. Springer, Heidelberg.
- K.M. Beier, H.A.G. Bosinski, K. Loewit (2005): Sexualmedizin: Grundlagen und Praxis. 2. Auflage. Elsevier, Urban und Fischer, München.
- K.M. Beier, K. Loewit (2011): Praxisleitfaden Sexualmedizin. Von der Theorie zur Therapie. Springer, Berlin/Heidelberg.